# Улица Правосудия (Казань)
Улица Правосудия (бывш. улица Инженерная) — улица, расположенная в Московском районе города Казани. Фактически последняя оставшаяся улица Кизической слободы.

## Историческая справка

Кизическая слобода, XIX век.

Улица пролегает по историческому району г. Казани — району Кизической слободы.
В период Советской России улица получила название Инженерная.
На заседании Президиума Федерального арбитражного суда Поволжского округа 12 июля 2000 года было принято решение обратиться к главе администрации Казани с просьбой о переименовании улицы Инженерная в Площадь Правосудия. 10 февраля 2001 года в соответствии с постановлением главы администрации г. Казани № 220 улица Инженерная стала улицей Правосудия .

## Расположение

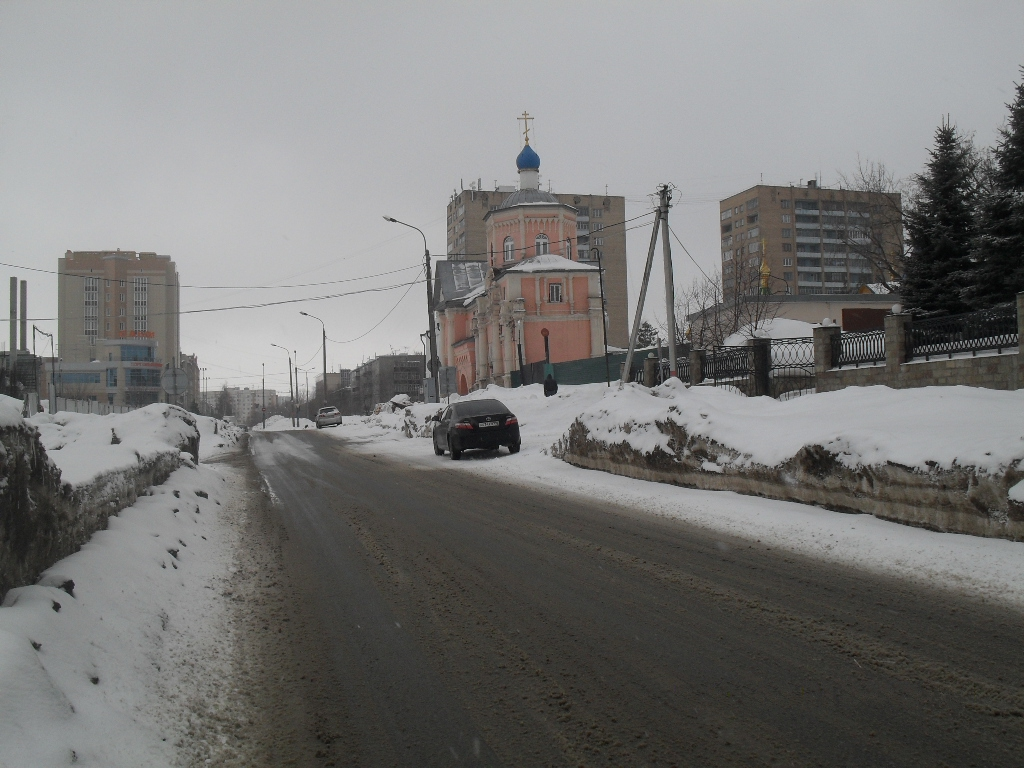
Проезжая часть улицы Правосудия

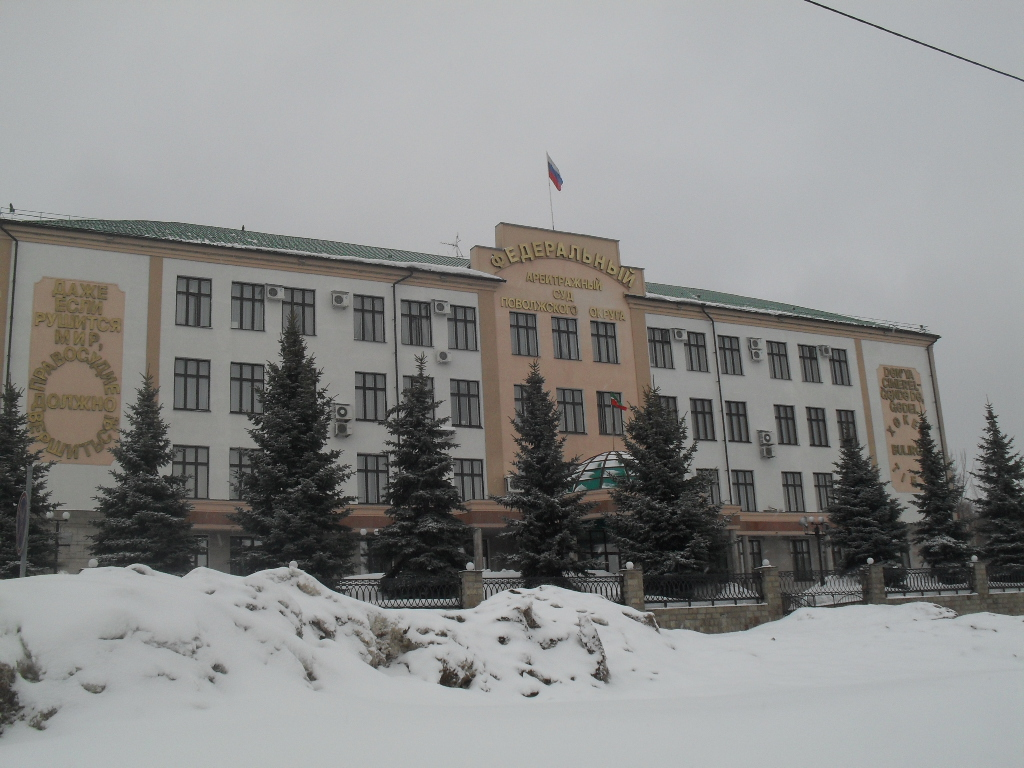
ФАС ПО

Улица Правосудия пролегает с запада на восток, связывая между собой магистральные улицы города Казани: Декабристов и Ибрагимова.
В период ремонтных работ на пересечении улицы Декабристов и проспекта Ямашева — улица Правосудия, наряду с другими рядом расположенными малыми улицами, приняла на себя нагрузку по движению большого транспортного потока.

## Объекты, расположенные на улице
- Кизический Введенский монастырь — мужской монастырь, основанный в 1691 году — (Пересечение с улицей Декабристов).
- Федеральный арбитражный суд Поволжского округа — ул. Правосудия, дом 2.